# Pseudopyrota ephemeris
Pseudopyrota ephemeris es una especie de coleóptero de la familia Meloidae.

## Distribución geográfica
Habita en Perú.